# Macrohyliota truncatipennis
Macrohyliota truncatipennis is een keversoort uit de familie spitshalskevers (Silvanidae). De wetenschappelijke naam van de soort werd in 1898 gepubliceerd door Karl Maria Heller.